# Oliver Fuchs

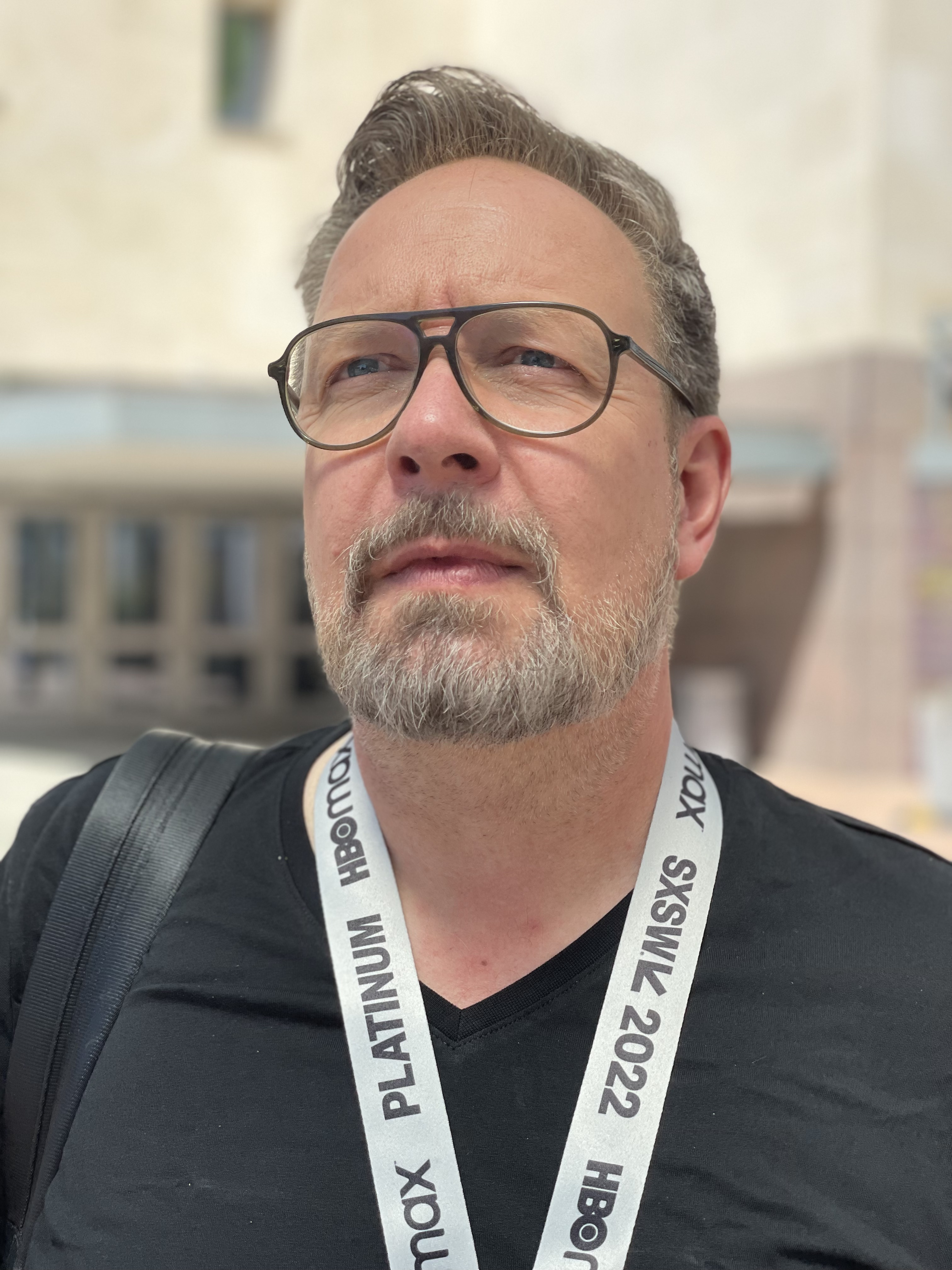
Oliver Fuchs 2022

Oliver Fuchs (* 5. Januar 1968 in Locarno) ist ein Schweizer Fernsehproduzent. Er ist ehemaliger Unterhaltungschef des ZDF. 2010 wurde er für die Produktion der Reihen Rach, der Restauranttester und Rachs Restaurantschule mit dem Deutschen Fernsehpreis ausgezeichnet.

## Leben
Fuchs verbrachte den Grossteil seiner Kindheit und Jugend in Tschiertschen-Praden. Er besuchte von 1982 bis 1989 die Bündner Kantonsschule in Chur und begann während des Fotoingenieurswesen-Studiums von 1991 bis 1993 an der Fachhochschule Köln seine Tätigkeit 1991 in der TV-Branche. Er arbeitete bis 2004 als Redakteur, Produktionsleiter, Herstellungsleiter bei deutschen und internationalen Firmen wie Fremantle Deutschland, Pearson Television oder der RTL-Tochter Stormy Entertainment.
Ab 2004 leitete Oliver Fuchs als CEO den Aufbau der Eyeworks-Germany-Gruppe zu einer der führenden unabhängigen TV- und Film-Produzenten im deutschsprachigen Raum und war verantwortlich für die Produktionen „Hape Kerkeling Live“, „Der große IQ-Test“, „Schwiegertochter gesucht“, „Wilsberg“, „Die Lottokönige“ oder „Rach, der Restauranttester“, die u. a. mit dem Bayerischen und dem Deutschen Fernsehpreis sowie der Goldenen Kamera ausgezeichnet wurden.
Ab Oktober 2012 war Fuchs Leiter der Hauptredaktion Show des ZDF und entwickelte in der Zeit TV-Formate wie „Bares für Rares“, „Die Anstalt“ oder „Deutschlands größte Grillshow“. Fuchs trat wegen der manipulierten Zuschauervoten bei der Show „Deutschlands Beste!“ zurück.
Von 2015 bis 2018 war Oliver Fuchs Geschäftsführer der Bavaria Entertainment GmbH. Im August 2017 wurde der Kauf der Kölner Produktionsfirma Wellenreiter durch die Bavaria Entertainment bekannt gegeben. Im Juli 2018 gab Oliver Fuchs bekannt, dass er von seiner Position als Geschäftsführer zurücktreten wird.
Oliver Fuchs gründete darauf im Oktober 2018 das Medienunternehmen Fabiola GmbH mit Sitz in Köln. Zu den Gesellschaftern und Gründungsmitgliedern von Fabiola gehören neben Oliver Fuchs und Ina Balint-Eck die belgischen Produktionsunternehmen Woestijnvis, Lecter Media und De Mensen.

## Filmografie (Auswahl)

### 2004–2012: Produktionen als Produzent und CEO Eyeworks

#### Non-fiktionale Projekte
- Rach der Restauranttester (RTL), ausgezeichnet 2009 mit Ernst-Schneider-Preis und Bayerischer Fernsehpreis 2010 mit Goldene Kamera und Deutscher Fernsehpreis
- Rachs Restaurantschule (RTL), Deutscher Fernsehpreis 2010 in der Kategorie Bestes Dokutainment (gemeinsam mit Rach, der Restauranttester)
- Kargar trifft den Nagel (Comedy Central), nominiert 2007 für Rose d’Or und Deutscher Comedy Preis
- Bernd Stelter live (RTL)
- Der große Führerscheintest (RTL) mit Sonja Zietlow
- Schwiegertochter gesucht (RTL) mit Vera Int-Veen
- Goodbye Deutschland – die Auswanderer (VOX)
- Das Schrotthotel (ZDFneo)
- Austrias next Football Star (Puls4)
- Bauer, ledig sucht (3+TV)
- Bumann der Restauranttester (3+TV)
- Süss und Lecker (WDR)
- Der Klassenclown (RTL)
- Große Städte, große Träume (ZDFneo)
- Sag’s nicht der Braut (RTL2)
- Der Schwarzwaldhof (ARD)
- Was liest Du? (WDR)
- Schick und Schön die Stylingvilla (ZDFinfo)
- Die Küchenchefs (VOX) mit Ralf Zacherl, Martin Baudrexel
- Wallraff Undercover (RTL)
- Switch Reloaded (PRO7)
- Mitternachtsspitzen (WDR)

#### Fiktionale Projekte
- Maria Wern (ARD/Degeto, Moviola Film, Television AB, Nordisk Film)
- Die Lottokönige (WDR)
- Schwarz auf Weiß, Günter Wallraff (Kino, Dokumentation)
- Scharfe Hunde (ZDFneo)
- Idiotentest (ZDF)
- Wilsberg (ZDF)
- Marie Brand (ZDF)

### 2012–2014: Neuentwicklungen und -Produktionen als Leiter der ZDF-Hauptredaktion Show
- 50 Jahre ZDF (Event Shows) mit Maybrit Illner
- Die Anstalt (Kabarettsendung) mit Max Uthoff und Claus von Wagner
- Rach tischt auf (Doku Show) mit Christian Rach
- Die Große Zeitreise Show (Quiz Show) mit Johannes B. Kerner
- Deutschlands größte Grill Show (Live Event) mit Johann Lafer, Horst Lichter und Mirjam Weichselbraun
- Deutschlands Quizchampion (Event Quiz) mit Johannes B. Kerner
- Mann, Sieber! (Kabarettsendung) mit Tobias Mann und Christoph Sieber
- Das Hassknecht Prinzip (Comedy) mit Hans-Joachim Heist
- Sketch History (Comedy), Auszeichnung 2016, 2017 und 2018 in der Kategorie Beste Sketch-Show bei Deutscher Comedy Preis

### 2015–2018: Produktionen als Produzent und Geschäftsführer Bavaria Entertainment GmbH
- Die große Show der Naturwunder (Show, SWR/ARD) mit Ranga Yogeshwar und Frank Elstner
- Die Beste Klasse Deutschlands (Quiz, KIKA/HR) mit Malte Arkona
- WISO stimmt’s (Magazinbeiträge, ZDF)
- New Pop Festival (Event, SWR/ARD)
- Der beste Chor im Westen (Castingshow, WDR) mit Marco Schreyl
- Viel zu bieten (Show, ZDF) mit Marcel Struck
- Besser als die Quizlegenden (Show, SRF) mit Sven Epiney
- No more boys and girls (Factual, ZDFneo) mit Collien Ulmen-Fernandes
- Jenke über Leben (Factual, RTL) mit Jenke von Wilmsdorff und Tim Mälzer, 2019 nominiert für Deutscher Fernsehpreis

### Ab 2019: Produktionen als Produzent Fabiola GmbH
- Struck der Raritätenjäger (Doku, DMAX) mit Marcel Struck
- Grüße aus... (Factual-Reihe, ZDF mit Pierre Littbarski, Thomas Heinze und Patricia Kelly)
- Jenke ohne Grenzen (Doku-Reihe, TVNOW mit Jenke von Wilmsdorff)
- Generation Helikoptereltern? (Factual-Reihe, ZDFneo) mit  Collien Ulmen-Fernandes
- The Mole (Reality Sendung, SAT1) mit  The BossHoss
- Familien allein zu Haus (Dokumentation, ZDFneo) mit Collien Ulmen-Fernandes[14]
- Der Germinator (Dokumentation, DMAX)
- Late Night Alter[15][16] (Late Night Show, ZDFneo) mit Ariane Alter
- 99 – Eine:r schlägt sie alle! (Game Show Event-Reihe, SAT.1) mit Florian Schmidt-Sommerfeld und Johanna Klum[17]
- Der unfassbar schlauste Mensch der Welt (Quiz-Eventreihe, RTL) mit Hans Sigl
- Einsame Herzen  (Sketch-Comedy, ZDF Mediathek) mit Freshtorge
- 2025: Einsame Herzen – Das Love Camp (Comedyserie, ZDFmediathek) mit Freshtorge